# Nagumi
Le nagumi (ou bama, gong, mbama, ngong, puuri) est une langue bantoïde méridionale du groupe de langues jarawanes qui était parlée au Cameroun dans la Région du Nord et le département de la Bénoué.
Elle est aujourd'hui considérée comme disparue (statut 10).